# Alfons Paquet
Alfons Paquet (Wiesbaden, 26 gennaio 1881 – Francoforte sul Meno, 8 febbraio 1944) è stato un drammaturgo, scrittore e giornalista tedesco.

## Biografia
Paquet incominciò la sua carriera di scrittore come poeta, ispirandosi a Walt Whitman, avendo come argomenti principali la natura e lo sviluppo delle città del suo tempo. Tra le sue opere di questa sua prima fase creativa si può menzionare Canzoni e canti (Lieder und Gesänge, 1902).
Successivamente ottenne consensi e successo di pubblico grazie a numerosi libri di viaggio, caratterizzati da una intensa componente spirituale.
Il suo soggiorno nell'Unione Sovietica non suscitò in lui molto entusiasmo, come si può leggere nel testo Nella Russia comunista (Im kommunistischen Russland, 1919), e fu la causa del suo allontanamento dal marxismo-leninismo e del suo avvicinamento all'ideale quacchero; difatti al fondatore del movimento cristiano nato nel XVII secolo in Inghilterra appartenente al calvinismo puritano dedicò il dramma William Penn (1927).
La sua visione europeista cristiana, arrivò a postulare un'unione tra le nazioni, della quale il fiume Reno rappresentasse il simbolo.
Scrisse moltissimo e diversificando tanto il genere letterario: si ricordano i racconti Il poliziotto Mentrup (Schutzmann Mentrup, 1901) e Racconti a bordo (Erzählungen an Bord, 1913); i romanzi, Compagno Fleming (Kamerad Fleming, 1911) e Le profezie (Die Prophezeiungen, 1923); nel teatro due grandiose messinscene sperimentali svolte da Erwin Piscator, una intitolata Bandiere (Fahnen, 1924), dedicata alla ribellione anarchica di Chicago del 1886 e l'altra La mareggiata (Sturmflut, 1926), rivisitazione un po' romanzata degli eventi e degli sviluppi della rivoluzione d'ottobre.

## Opere
- Il poliziotto Mentrup (Schutzmann Mentrup, 1901);
- Canzoni e canti (Lieder und Gesänge, 1902);
- Sulla Terra (Auf Erden, 1906);
- Compagno Fleming (Kamerad Fleming, 1911);
- Racconti a bordo (Erzählungen an Bord, 1913);
- Nella Russia comunista (Im kommunistischen Russland, 1919);
- Migrazione Delfica (Delphische Wanderung, 1922);
- Le profezie (Die Prophezeiungen, 1923);
- Bandiere (Fahnen, 1924);
- America (Amerika, 1925);
- La mareggiata (Sturmflut, 1926);
- William Penn (1927).